# Палау (Италия)
Вижте пояснителната страница за други значения на Палау.
Пала̀у (на италиански: Palau, на местен диалект lu Palàu, лу Палау) е малко пристанищно градче и община в Южна Италия, провинция Сасари, автономен регион и остров Сардиния. Разположено е на североизточния бряг на острова. Населението на общината е 4163 души (към 2013 г.).